# Окадзакі Рейдзі
Окадзакі Рейдзі (яп. 岡崎令治, Okazaki Reiji, 1930—1975) — японський молекулярний біолог, відомий за свої дослідження реплікації ДНК і особливо за опис ролі так званих фрагментів Окадзакі, які він відкрив, працюючи зі своєю дружиною Окадзакі Цунеко в 1968 році.
Окадзакі Рейдзі народився в Хіросімі, Японія. Він здобув вищу освіту у 1953 в Нагойському університеті, і працював там професором після 1963 року, там він і зробив свої відомі відкриття.
Окадзакі помер від лейкемії через кілька років після свого відкриття. Він потрапив під значну дозу радіації під час американського атомного бомбування Хіросіми.